# Smålänningens förlag
Smålänningens förlag är ett svenskt förlag som främst publicerar böcker med jakt- och fisketema. De är mest kända för att ha publicerat romansviten Bäcka-Markus och på 1960-talet gav de ut serieböckerna om Lena och Petter.
Förlaget publicerar även tidskrifter och har givit ut jultidningen Smålänningens jul sedan 1925. De har även under många år givit ut julalbumet Filip och Kaspersson som främst innehåller serier av Einar Lindberg.